# Synagoge Döbling
Die Synagoge Döbling war eine im Jahre 1907 eröffnete Vereins-Synagoge im 19. Wiener Gemeindebezirk Döbling. Das Gebäude in der Dollinergasse 3 (Oberdöbling) wurde während der Pogromnacht 1938 verwüstet und teilweise zerstört und später profaniert. 1995 wurde das Gebäude durch einen modernen Wohnbau ersetzt.

## Geschichte

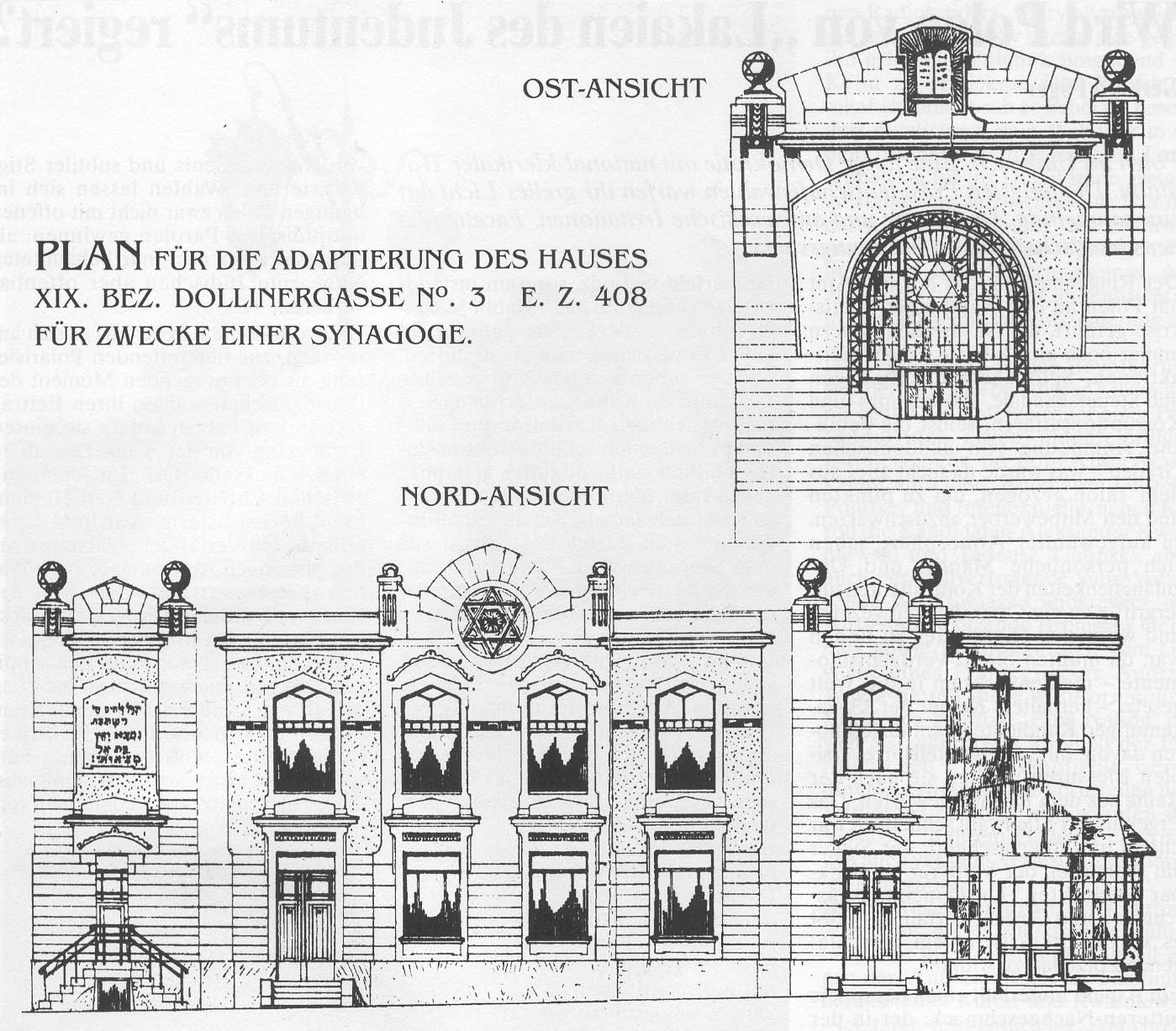
Umbaupläne der Synagoge Döbling

Der Ursprung der Synagoge Döbling geht auf einen Ende des 19. Jahrhunderts gegründeten Tempelverein „Döbling“ zurück, dessen Gründungsjahr nicht überliefert ist. In den 1890er Jahren wurde der Verein jedoch von der Israelitischen Kultusgemeinde finanziell unterstützt. Der Sitz des Vereins lag in der Vormosergasse 1, 1904 übersiedelte er in die Gatterburggasse. Ein projektierter, kostspieliger Tempelbau, vermutlich in der Gatterburggasse, konnte vom Tempelvorstand nicht verwirklicht werden, weshalb die Auflösung des Vereines im Jahr 1904 bevorstand. War der Großteil des Vereines zunächst für die Auflösung, so bildete sich um Julius Lederer eine Gruppe, die das Ziel hatte, zumindest eine bescheidene Betstätte zu errichten. Um Lederer gruppierte sich schließlich ein neuer Vorstand, der beschloss, das Gebäude in der Dollinergasse 3 anzukaufen. Mit der Unterstützung der Israelitischen Kultusgemeinde, die das Projekt mit 40.000 Kronen subventionierte, wurde das Gebäude nach Plänen von Julius Wohlmuth im Jugendstil zu einer Synagoge umfunktioniert. Am 5. September 1907 konnte das Gebäude eingeweiht werden. Untergebracht waren neben dem Betsaal mit Frauenempore mit insgesamt 460 Sitzplätzen auch eine Sprach- und Bibelschule, der 1910 gegründete „Frauenwohltätigkeitsverein f. d. XIX Bezirk“ und der „Bund jüdischer Eltern, Wien XIX“. 1938 wurde das Gebäude in der Pogromnacht verwüstet und schwer beschädigt. Anschließend wurde das Haus profaniert und seines Fassadenschmuckes beraubt. 1995 wurde das Gebäude schließlich abgerissen und durch ein Wohngebäude ersetzt. Eine kleine Gedenktafel erinnert davor an die ursprüngliche Synagoge. 

## Gebäude
Bei der Synagoge Döbling handelte es sich um ein relativ kleines, zweigeschoßiges Gebäude, dessen Schmalseite an der Dollinergasse lag und nach Plänen des Architekten Julius Wohlmut zu einer Synagoge im Jugendstil umgebaut wurde. Bemerkenswert für das Gebäude war die sezessionistische Fassadengestaltung, die von den Seitenrisaliten mit schmäleren Giebeln und je zwei flankierenden Davidsternen geprägt war. Der mittlere Giebel war mit einem großen Davidstern mit stilisierten Sonnenstrahlen verziert. Die Schmalseite zur Dollinergasse wertete man durch ein großes Rundbogenfenster auf. In der Vorhalle der Synagoge wurden zwei Marmortafeln angebracht. Eine verkündete die Verdienste Lederers, die andere das Bibelzitat „Mein Haus soll ein Bethaus genannt werden für alle Völker.“ 1919 kam eine Gedenktafel für die Opfer des Ersten Weltkrieges hinzu.